# 刈谷市美術館

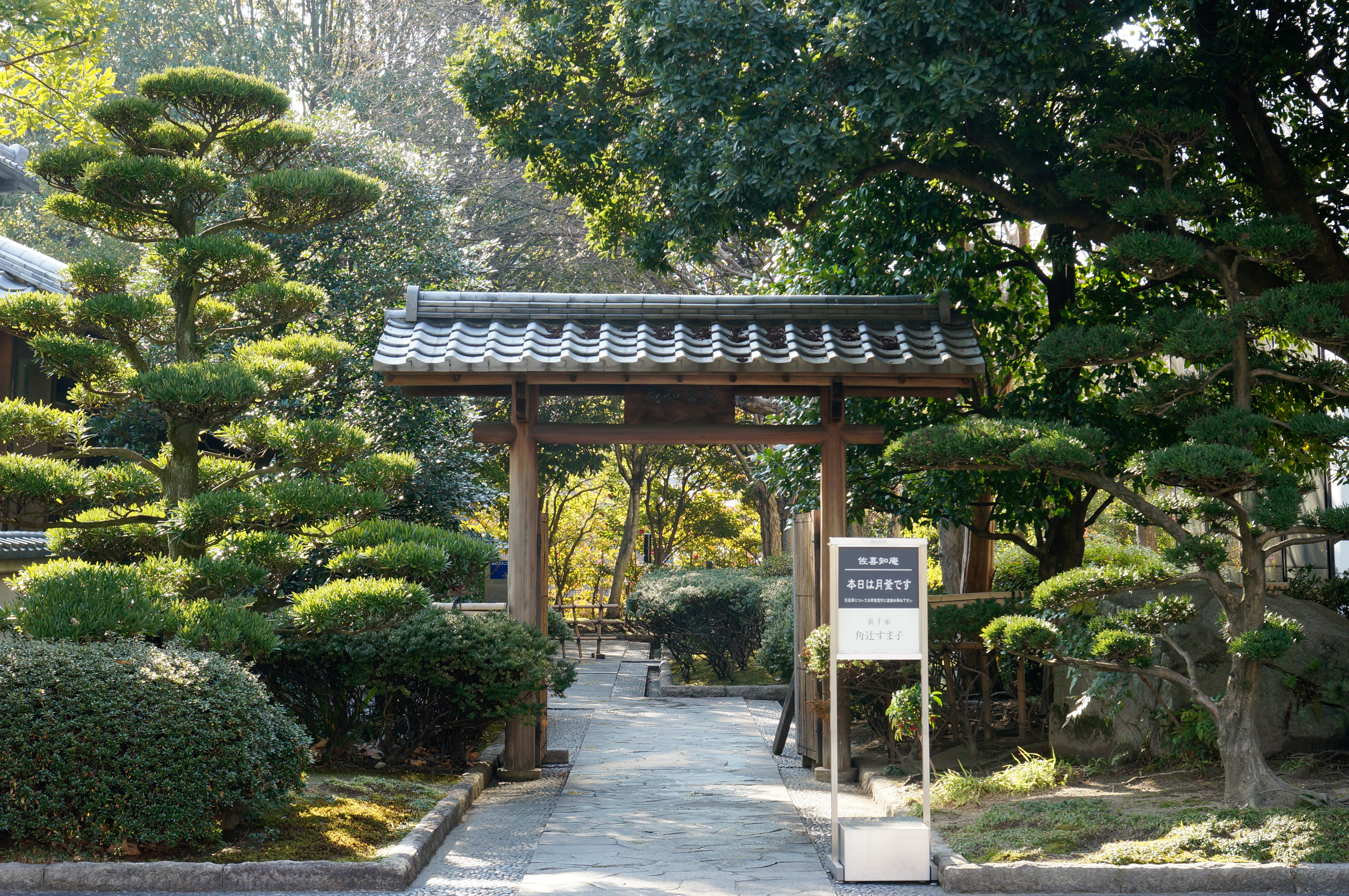
佐喜知庵

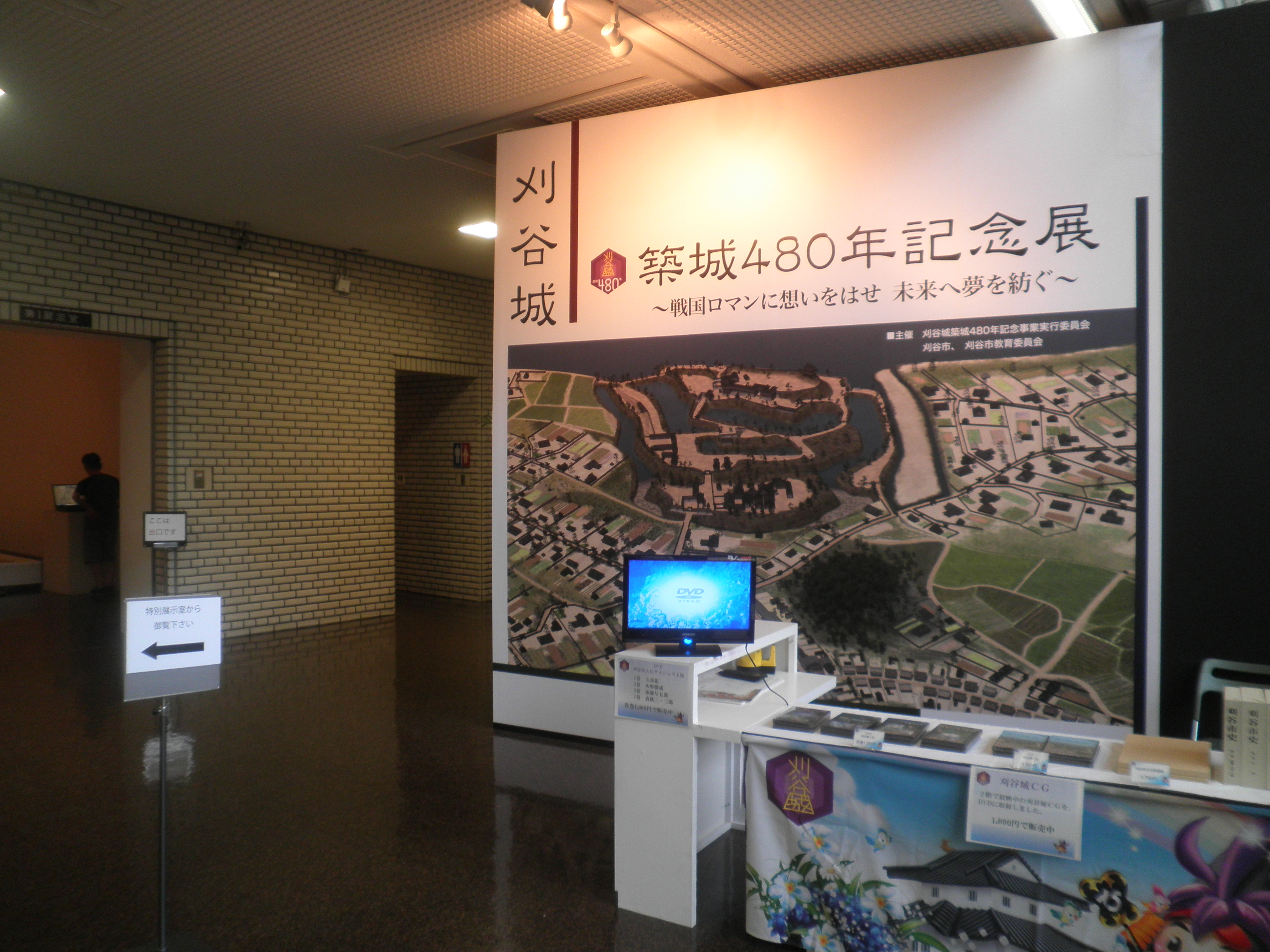
2013年に開催された「刈谷城築城480年記念展」

刈谷市美術館（かりやしびじゅつかん）は、愛知県刈谷市住吉町にある市立の美術館である。

## 歴史
1983年（昭和58年）に開館。郷土作家や郷土ゆかりの作家の作品のほか、戦後の日本美術、現在活動中の作家の作品、絵本原画などを中心に2,977点（2015年（平成27年）4月現在）を収蔵している。。また、開館にあわせてトヨタグループ各社の寄付を受け建築された茶室の佐喜知庵を併設している。
主な事業は常設展や企画展など美術品の展示のほか、主に子供向けのワークショップの開催、展示室・研修室・茶室の貸出なども行っている。

## 茶室
茶室「佐喜知庵」は、美術館の開館に合わせ、市内に本社のあるトヨタグループ各社から寄付を受けて併設された。豊田紡織創業者の豊田佐吉から「佐」を、トヨタ自工創業者の豊田喜一郎から「喜」を、そして、知識の「知」から一字ずつ拝借し命名されている。京都の北山杉をふんだんに使って建てられている。本格的茶室と、お点前のできる10畳の和室が3室ある。茶会や茶道の稽古のための貸し切り利用も可能。
- 一般呈茶
  - 利用時間：午後1時 - 午後3時30分
  - 呈茶料：一服300円
  - 季節にあわせたお菓子だけでなく、企画展の内容にあわせたオリジナルの和菓子が楽しめる。

## 収蔵品
- 愛知をはじめ当地域で生まれた作家、または在住した作家の作品など地元に所縁のある「郷土の美術」
- 郷土の重要作家をより深く理解できるようにするために収集した大正から戦前期の「近代の美術」
- 戦後に前衛的な活動を繰り広げた作家たちの「戦後の美術」
- 当館と同時代性のある優れた作家たちの「現代の美術」
- 「原画-絵本・雑誌、広告、ポスター等」

を収集方針に、117作家、2,977点の作品を収蔵している。（2015年（平成27年）4月現在）

## アクセス
- JR東海道本線・名鉄三河線 刈谷駅南口より徒歩で約10分。
- 国道23号（知立バイパス）名古屋方面より一ツ木インターチェンジから約5km、所要時間は約15分。
- 駐車場 60台（無料）

## 周辺
- 刈谷市中央図書館
- 刈谷豊田総合病院
- 刈谷市立住吉小学校
- 刈谷市立刈谷南中学校